# Feliks Selmanowicz

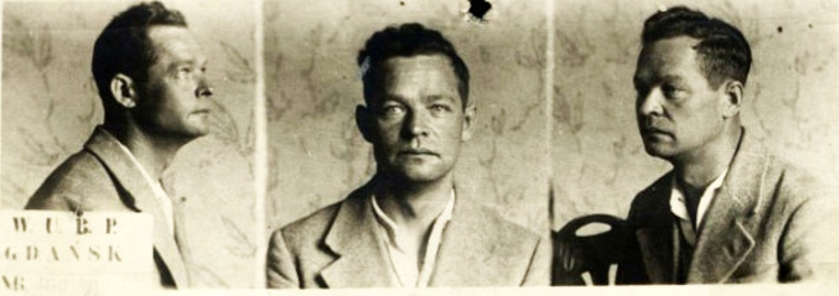
Feliks Selmanowicz po aresztowaniu przez MBP 1946

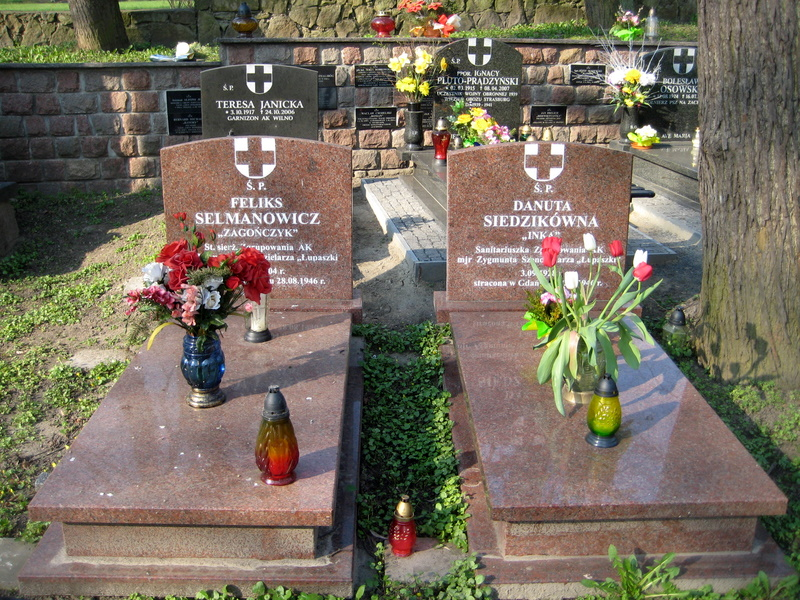
Groby Feliksa Selmanowicza i Danuty Siedzikówny na Cmentarzu Garnizonowym w Gdańsku

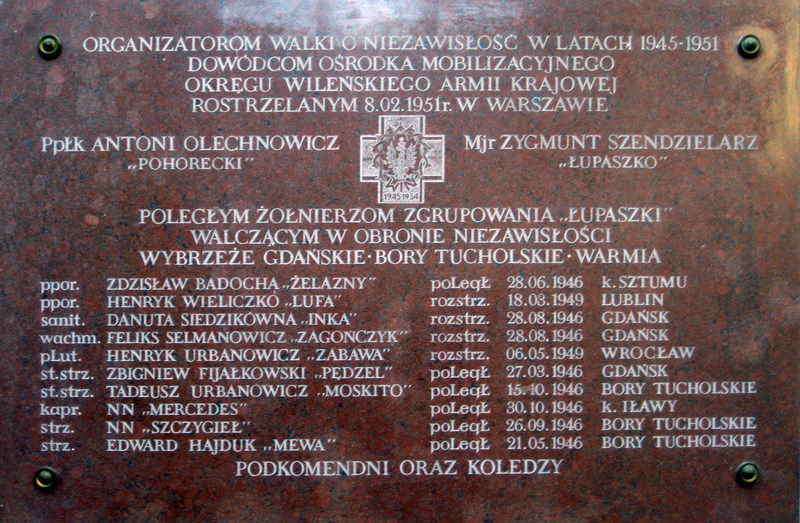
Tablica pamiątkowa oddziału Łupaszki w gdańskiej katedrze

Feliks Selmanowicz ps. „Zagończyk”, nazwisko konspiracyjne: „Karol Szach” (ur. 6 czerwca 1904 w Wilnie, zm. 28 sierpnia 1946 w Gdańsku) – naczelnik II rejonu IV Okręgu Trockiego oraz dowódca drużyny Milicji Ludowej Pasa Neutralnego, sierżant Korpusu Ochrony Pogranicza, partyzant 3 Wileńskiej Brygady AK, zastępca dowódcy plutonu 5 Wileńskiej Brygady AK, dowódca 2 kompanii 4 Wileńskiej Brygady AK. 28 sierpnia 2016 awansowany pośmiertnie do stopnia podpułkownika.

## Życiorys
Młodszy syn Franciszka i Anny z Zacharewiczów. Ukończył pięć klas gimnazjum. Razem z bratem brał udział w wojnie polsko-bolszewickiej z 1920 r. jako ochotnik. W latach 1921–1923 był związany z Oddziałem II Sztabu Generalnego Wojska Polskiego (wywiad wojskowy). W 1923 r. przeszedł do cywila w stopniu sierżanta. Pracował jako pracownik biurowy poczty. Ożenił się z Apolonią ze Skoczyków, z którą miał syna Feliksa, małżeństwo wkrótce się rozpadło. W późniejszym czasie prawdopodobnie miał również córkę Reginę, której matka oraz losy są nieznane.
Zmobilizowany ponownie 25 sierpnia 1939 r. do pułku KOP „Wilno”. Po agresji ZSRR na Polskę uczestniczył w walkach obronnych z Armią Czerwoną. Po przekroczeniu granicy polsko-litewskiej internowany przez władze litewskie. Szybko zbiegł z obozu internowania i powrócił do Wilna. Tam nawiązał kontakt z konspiracją, najprawdopodobniej z organizacją „Koła Pułkowe”. Został aresztowany przez policję litewską w 1940 r. za udział w konspiracji, lecz po dwunastu tygodniach zwolniono go z powodu braku dowodów. Od chwili zwolnienia ukrywał się, korzystając z fałszywych dokumentów.
W styczniu 1944 r. odkomenderowany został do 3 Wileńskiej Brygady AK por. Gracjana Fróga „Szczerbca”, a następnie został przeniesiony do 5 Wileńskiej Brygady AK mjr Zygmunta Szendzielarza „Łupaszki”, gdzie pełnił funkcję zastępcy dowódcy plutonu. Dał się poznać jako surowy, lecz sprawiedliwy dowódca. Wkrótce też został awansowany do stopnia podporucznika czasu wojny. W czasie walk był dwukrotnie ranny. W maju 1944 r. objął dowództwo kompanii w 4 Wileńskiej Brygadzie ppor. Longina Wojciechowskiego „Ronina”. Funkcję tę pełnił do rozbrojenia brygady przez wojska sowieckie 17 lipca 1944 r.
Po rozbrojeniu podzielił los innych żołnierzy. Był internowany w Kałudze, skąd udało mu się zbiec 20 kwietnia 1945 r. i przedostać się do Wilna. Nawiązał tam kontakt z pozostałą siatką konspiracyjną i przy jej pomocy wyjechał w październiku 1945 r. transportem repatriacyjnym do Polski.
Na przełomie lat 1945/1946 nawiązał kontakt z mjr. „Łupaszką”. W odtwarzanej na Pomorzu 5 Wileńskiej Brygadzie AK objął dowództwo pięcioosobowego samodzielnego patrolu bojowo-dywersyjnego na okręg gdańsko-olsztyński, który miał zdobywać środki na działalność organizacyjną. Od marca do czerwca 1946 r. oddział ten dokonał szeregu akcji m.in. w Gdańsku, Sopocie, Olsztynie, Tczewie, zdobywając broń oraz gotówkę, która przekazana została oddziałowi „Łupaszki”.
Wydał też ulotkę skierowaną do żołnierzy ludowego Wojska Polskiego w nakładzie 900 egzemplarzy. Fragment ulotki przypisywany „Zagończykowi”:
„...Nakazuję: Oficerowie, podoficerowie, Ułani Zaniemieńscy. Bądźcie CZWARTAKAMI!!!...”
Został aresztowany 17 lipca 1946 r. w Sopocie i osadzony w miejscowym więzieniu. Miesiąc później Wojskowy Sąd Rejonowy w Gdańsku pod przewodnictwem mjr. Adama Gajewskiego skazał go na karę śmierci, utratę praw obywatelskich i praw honorowych na zawsze oraz przepadek całego mienia. Prośba o łaskę została odrzucona. Prawdopodobnie wyrok został wykonany przed jej rozpatrzeniem. Egzekucja odbyła się w piwnicy gdańskiego więzienia 28 sierpnia 1946 r. Razem z nim stracona została Danuta Siedzikówna „Inka” (wyrok na obojgu wykonał ppor. Franciszek Sawicki, dowódca plutonu egzekucyjnego). Zanim padły strzały, obydwoje zdążyli krzyknąć: Niech żyje Polska!
W 1997 r. postanowieniem Sądu Wojewódzkiego w Gdańsku wyrok śmierci został unieważniony.
8 stycznia 2015 roku IPN podał informację o prawdopodobnym zlokalizowaniu szczątków Feliksa Selmanowicza.
28 sierpnia 2016 roku odbył się uroczysty, państwowy pogrzeb Feliksa Selmanowicza na Cmentarzu Garnizonowym w Gdańsku, razem z nim, obok niego w miejscu symbolicznego grobu została pochowana Danuta Siedzikówna ps. „Inka”. Liturgii pogrzebowej sprawowanej w bazylice konkatedralnej w Gdańsku przewodniczył abp Sławoj Leszek Głódź. Prezydent Andrzej Duda wydał postanowienie o mianowaniu Feliksa Selmanowicza na stopień podpułkownika.

## Odznaczenia
Został odznaczony Krzyżem Zasługi Wojsk Litwy Środkowej oraz Medalem Pamiątkowym za Wojnę 1918-1921. W okresie międzywojennym otrzymał dwa Medale za Długoletnią Służbę, zaś w 1932 r. Medal Dziesięciolecia Odzyskanej Niepodległości. W 1944 r. został odznaczony przez Komendanta Armii Krajowej Krzyżem Walecznych. W 2016 Krzyżem Oficerskim Orderu Odrodzenia Polski (pośmiertnie).

## Miejsca pamięci
- Tablica Pamiątkowa w bazylice Mariackiej w Gdańsku
- Grób na Cmentarzu Garnizonowym w Gdańsku
- Ulica w Białymstoku